# Daniel Gunkel
Daniel Gunkel (* 7. Juni 1980 in Frankfurt am Main) ist ein ehemaliger deutscher Fußballspieler.

## Karriere
Als Jugendlicher spielte der im Frankfurter Stadtteil Bonames aufgewachsene Sohn eines ivorischen Diplomaten und einer deutschen Mutter unter anderem beim SV Bonames und später bei den Amateuren von Eintracht Frankfurt. Später stand er beim Dresdner SC, Preußen Münster, dem SV Wehen, Energie Cottbus und dem 1. FSV Mainz 05 unter Vertrag. Gunkel war für seine gefährlichen Freistöße aus größerer Distanz bekannt. 2007 wurde er in Mainz vom Mannschaftsarzt mit einer anzeigepflichtigen Substanz gespritzt, die nicht gemäß den Anti-Doping-Bestimmungen mit einem Formblatt angemeldet wurde. Wegen dieses Fehlers wurde Gunkel verwarnt und Mainz mit einer Geldstrafe von 8000 Euro belegt.
In der Winterpause 2009/10 wechselte Gunkel zum Zweitligisten TuS Koblenz. Er stieg in jener Saison mit dem Verein ab, verließ Koblenz bereits nach einem halben Jahr wieder und ging im Sommer 2010 zu Panetolikos in die zweite griechische Liga. Ende Januar 2011 zog es ihn zurück nach Deutschland; er band sich vertraglich bis zum Ende der Saison 2011/12 an den Drittligisten Kickers Offenbach. In der Saison 2013/14 spielte er beim Regionalligisten BSV Rehden.
2014 wurde er Spielertrainer der zweiten Mannschaft, also der U-23. Von Oktober bis Dezember 2014 übernahm er nach dem Rücktritt von Andreas Petersen die erste Mannschaft für sechs Spiele als Trainer. Danach assistierte er dem neuen Trainer Alexander Kiene als Team-Koordinator und trainierte wieder die zweite Mannschaft. Zur Saison 2015/16 war er aufgrund seiner Ausbildung zum Sport- und Fitnesskaufmann und der Geburt seines zweiten Kindes nur noch als Spieler für die Mannschaft aktiv, bevor er für die Rückrunde zum unterklassigen SC Dortelweil wechselte. Für den Verein lief er jedoch nur wenige Male auf und beendete seine aktive Karriere.
Gunkel zog 2019 im Zusammenhang mit seiner Tätigkeit im Immobilien-Vertrieb nach Dresden. In der Zeit der Corona-Pandemie betreute Gunkel den Torwart Loris Karius beim FC Liverpool individuell. 2023 unterschrieb er einen Spielervertrag beim Neuntligisten Wacker Leuben.

## Privates
Gunkel ist verheiratet und hat mit seiner Frau zwei Kinder. Er arbeitet als Personal Trainer. Darüber hinaus engagiert er sich im Kampf gegen Rassismus, gründete in Frankfurt zusammen mit Jermaine Jones die Initiative „Kein Platz für Rassismus.“